# Constituição do Estado da Bahia de 1989
A Constituição do Estado da Bahia é a Lei Fundametal que rege o estado brasileiro da Bahia e foi promulgada pela Assembleia Estadual Constituinte da Bahia em 5 de outubro de 1989.

## Preâmbulo
A Constituição Política bahiana tem o seguinte preâmbulo:
| “ | Nós, Deputados Estaduais Constituintes, investidos no pleno exercício dos poderes conferidos pela Constituição da República Federativa do Brasil, sob a proteção de Deus e com o apoio do povo baiano, unidos indissoluvelmente pelos mais elevados propósitos de preservar o Estado de Direito, o culto perene à liberdade e a igualdade de todos perante a lei, intransigentes no combate a toda forma de opressão, preconceito, exploração do homem pelo homem e velando pela Paz e Justiça sociais, promulgamos a Constituição do Estado da Bahia. | ” |

## Corpo redacional
A redação do corpo ou texto da atual Carta Política Maior da Bahia compôe-se de uma literatura com 291 artigos e, a estes, acrescentam-se 66 artigos do texto do Ato das Disposições Constitucionais Transitórias.

### Corpo constituinte
- Coriolano Sales, Presidente da Constituinte
- Antônio Menezes, 1º Vice-Presidente
- Gerbaldo Avena, 2º Vice-Presidente
- Osvaldo Souza, 3º Vice- Presidente
- Sebastião Castro, Secretário Geral
- Jurandy Oliveira, 1º Secretário
- Paulo Renato (3º Secretário)
- Sérgio Gaudenzi (Relator Geral), José Ronaldo (Relator Adjunto), Luiz Braga (Relator Adjunto), Henrique Sampaio (Relator Adjunto), José Amando (Presidente do Legislativo), Edval Lucas (1º Vice-Presidente), Jayro Sento-Sé (2º Vice-Presidente), Antônio Honorato (3º Vice- Presidente), Galdino Leite (1º Secretário), Nobelino Dourado (2º Secretário), Jayme Vieira Lima (3º Secretário), Filadelfo Neto (Suplente da Mesa), Edgar Dourado (Suplente da Mesa), Fernando Bastos (Suplente da Mesa), Alcides Modesto (Líder do PT), Eliel Martins (Líder do PFL), Eujácio Simões (Líder do PL), João Almeida (Líder do PMDB), José Ramos Neto (Líder do PDT), Miguel Abrão (Líder do PDC), Paulo Maracajá (Líder do PTB), Roberto Cunha (Líder do PDS), Vandilson Costa (Líder do PC do B), Alcindo da Anunciação, Amabília Almeida, Almir Araújo, Carlos Alberto Simões, César Borges, Clodoaldo Campos, Cristóvão Ferreira, Edson Quinteiro Bastos, Euvaldo Maia, Ewerton Almeida, Fernando Daltro, Florisvaldo Carneiro, Galvão Filho, Gastão Pedreira, Gerson Gomes, Horácio Matos, Jayme Mascarenhas, José Rocha, Leônidas Cardoso, Luciano Simões, Luiz Leal, Luiz Nova, Luís Pedro Irujo, Luiz Humberto, Marcos Medrado, Maurício Cotrim, Misael Ferreira, Otto Alencar, Pedro Alcântara, Raimundo Cayres, Raimundo Sobreira, Reinaldo Braga, Ribeiro Tavares. Participantes: - Colbert Martins, Daniel Gomes, Emiliano José, Ernani Rocha, João Lyrio, Luciano Santana, Paulo Fábio Dantas, Rubem Carneiro.[1]
- in memorian: - Luís Cabral

## Primeira emenda
A atual Constituição Baiana teve sua primeira emenda promulgada no dia 5 de julho de 1990 e publicada no Diário Oficial do Estado da Bahia na edição de 9 de agosto do referido.

## História Constitucional da Bahia
O estado da Bahia já construiu outras Constituições Políticas conforme necessidade de acompanhar a realidade constitucional nacional. Assim, por sua vez, a Bahia já foi regida pelas seguintes Cartas Magnas Estaduais:
- Constituição do Estado da Bahia de 1891, de 02 de julho de 1891.[4] Essa constituição, como outras da época, estabelecia que o Poder Legislativo Estadual fosse bicameral, ou seja, com uma Câmara de deputados, tendo 42 membros, e um Senado Estadual da Bahia com 21 membros ( Art. 7º[5]).
- Constituição do Estado da Bahia de 1935, de 20 de agosto de 1935
- Constituição do Estado da Bahia de 1947, de 02 de agosto de 1947
- Constituição do Estado da Bahia de 1967, de 14 de maio de 1967.